# SC-200
SC-200 a fost un submersibil de mici dimensiuni din categoria minisubmarinelor denumite și submarine pitice sau de buzunar, proiectat și construit de specialiștii români între anii 1979-1981, la IRCM (Institutul Român de Cercetări Marine) din Constanța. 
Submersibilul era destinat cercetărilor submarine de biologie marină, acvacultură, poluare, foraj marin, construcții hidrotehnice, arheologie marină până la adâncimea de 200 m. A fost lansat la apă pe data de 6 august 1981 și omologat la 25 noiembrie 1982.

## Date tehnice
Dimensiuni: 3,5 x 2,0 x 2,5 m
Greutate: 2,8 tone
Viteza: 2 Nd
Echipaj: 2 oameni